# Deuxième bataille des forts de Taku (1859)
Seconde guerre de l'opium
Batailles
- Bogue
- Bataille des forts de la Rivière des Perles
- Canton (1re)
- Fatshan Creek
- Canton (2e)
- Forts de Taku (1re)
- Forts de Taku (2e)
- Forts de Taku (3e)
- Zhangjiawan
- Palikao

La Deuxième Bataille des Forts de Taku était une tentative infructueuse de la coalition anglo-française de reprendre possession des forts de Taku sur les berges de la rivière Hai. La bataille se déroula en juin 1859 à proximité des forts situés à proximité de Tianjin (Chine) et s'inscrit dans le cadre de la seconde Guerre de l'Opium. Un vapeur américain présent sur les lieux y assista les forces françaises et britanniques.

## Contexte
En 1858, les forces françaises et anglaises rendent avec la signature des traités de Tianjin les forts de Taku à l'armée de la Dynastie Qing. Ces derniers avaient été capturés relativement facilement un an plus tôt au cours de la Première bataille des forts de Taku (1858).

## Déroulement
En 1859,  la Chine refuse de permettre l'implantation de légations à Pékin, clause pourtant présente dans les traités de Tianjin. Une force navale britannique sous le commandement de l'amiral britannique James Hope attaque donc une nouvelle fois les forts de Taku, fortifications gardant l'entrée de la rivière Hai He. Au cours de l'attaque, le Commodore américain Josiah Tattnall vient au secours de la canonnière britannique HMS Plover, offrant d'évacuer ses blessés et violant la neutralité américaine. 
Le commandant du Plover, Hope, accepte l'offre et ordonne l'évacuation des blessés. L'événement constitue la première aide militaire américaine reçue par les troupes britanniques ainsi que la première fois que les troupes britanniques et américaines combattent côte à côte.